# Bem da Fé
Bem da Fé est une ancienne paroisse civile portugaise (en portugais : freguesia) de la municipalité de Condeixa-a-Nova dans le district de Coimbra.
La loi no 11-A/2013 du 28 janvier 2013, portant réorganisation administrative du territoire des freguesias, fusionne Bem da Fé avec la paroisse voisine de Vila Seca pour former l’União das freguesias de Vila Seca e Bem da Fé (dont le siège est à Vila Seca).